# هالة حسني
هالة حسني (21 مايو 1942 - 28 أبريل 2017)، ممثلة سورية. قامت بأكثر من 150 عملاً فنياً، بدأتها بالمسرح في بداية السبعينات. أول مشاركة لها في الدراما السورية كانت في مسلسل فوزية سنة 1976. كما حققت ظهوراً مميزاً في مسلسل مرايا.

## حياتها
ولدت هالة حسني في دمشق، وحصلت على دبلوم في العلوم السياسة والاقتصاد من ألمانيا لكنها سلكت طريق الفن مغنية على مسارح دمشق ثم حيّدت قليلاً نحو التمثيل.
تعتبر هالة حسني من أوائل الفنانات السوريات اللاتي انضممن إلى نقابة الفنانين السوريون؛ حيث انضمت إلى النقابة في التاسع من يوليو عام 1975. كانت أولى مشاركاتها في الدراما السورية في مسلسل فوزية الذي أنتج عام 1976 لتنطلق بعدها في العشرات من الأعمال فيما بعدها. شاركت هالة بالعديد من الأعمال التلفزيونية والسينما وتنوعت أدوارها بين الدراما والكوميديا الناقدة كما تجلا في أدوارها في مسلسل مرايا مع الفنان ياسر العظمة.

### مرضها وابتعادها عن الشاشة
توقفت عن الظهور على الشاشة عام 2011 بعد مشاركتها في مسلسل مرايا نتيجة لظروفها الصحية واقتصر ظهورها على تمثيليات إذاعية فضلا عن مشاركتها في زيارة عوائل ضحايا الجيش العربي السوري.
في عام 2013، صرحت في مقابلة لها جريدة «تشرين» السورية شرحت فيه حالة الجحود التي تعانيها مثل غيرها من ممثلين همّشوا بعدما وصلوا إلى أرذل العمر. يومها، قالت: «الفنان عندنا يتقدم في السن، فيتم إهماله نهائياً، أو تهميشه في العمل الفني. علماً أن البلدان التي تحترم مبدعيها تحاول الإفادة من طاقات الفنانين المخضرمين وخبراتهم، لكن في بلادنا نرى بعض المخرجين يتعاونون مع ممثلات شابات، ويسندن لهن أدوار الأمهات معتمدين بذلك على الماكياج، ومتناسين الممثلات المؤهلات أكثر لمثل هذه الأدوار. من جهتي، لم أتعوّد يوماً أن أطلب العمل من الآخرين أو حتى أن أذكّرهم بنفسي. تاريخي الفني هو الذي يتكلم عني. وإذا لم يعرفوه، فأنا لا أستطيع أن أشير لهم إليه لأنني أحترم نفسي، وأتمنى على الآخرين أن يتعاملوا معي بالمعيار ذاته».
ورغم دخولها المستشفى أكثر من مرة وتدهور وضعها الصحي، إلا أنها كانت تتحضر للمشاركة كضيفة شرف في مسلسيل «دنيا2» مع الفنانة أمل عرفة بعد اقتراح المخرج زهير قنوع أن تكون ضيفة شرف، خاصة أنّها كانت إحدى نجمات الجزء الأول قبل لكنها لم تتمكن من ذلك، ونقلت حينهاً إلى «مستشفى دار الشفاء» في دمشق لتخضع لعملية زرع مفصل بسبب وقوعها وعدم تمكنها من المشي مجدداً.

## وفاتها
توفيت في دمشق بتاريخ 28 أبريل 2017
عن عمر ناهز 74 عاماً بعد صراع مرير مع مرض السكري.

## من أهم اعمالها
| 1. مسحر رمضان مسلسل إذاعي إذاعة القدس 2. مرايا مسلسل 2011 3. أهل الراية ج2 مسلسل 2010 ام سعيد 4. تعب الليالي مسلسل 2009 5. باب الحارة ج3 مسلسل 2008 ام ادهم 6. من غير ليه مسلسل 2008 7. جرن الشاويش مسلسل 2007 ام بدور 8. مرايا 2006 مسلسل 2006 9. أشواك ناعمة مسلسل 2005 10. حديث المرايا مسلسل 2005 11. أبو المفهومية مسلسل 2003 12. الياسمين والاسمنت مسلسل 2003 13. عش المجانين مسلسل 2001 | 1. مرايا 2000 مسلسل 2000 2. دنيا مسلسل 1999 ام رامي 3. حي المزار مسلسل 1999 أم عمر 4. امانة في أعناقكم مسلسل 1998 5. مرايا 97 مسلسل 1997 6. المحكوم مسلسل 1996 7. اهلا حماتي مسلسل 1996 8. نهارات الدفلي مسلسل 1995 9. خلف الجدران مسلسل 1995 10. الربيع المسافر مسلسل 1994 11. أشياء تشبه الفرح مسلسل 1993 ام حبيب 12. البناء 22 مسلسل 1990 13. فوزية مسلسل 1976 14. سحاب فيلم 1992 عمة سامي | 1. البديل مسلسل 1992 أم فارس 2. حارة نسيها الزمن مسلسل 1991 3. يوميات ضاحكة مسلسل 1989 4. الاجنحة مسلسل 1986 5. مرايا 86 مسلسل 1986 6. حصاد السنين مسلسل 1985 7. أحلام المدينة فيلم 1984 8. ليلى والذئاب فيلم 1984 9. فتاة المراعي كاتولي رسوم متحركة 1984 10. فتيات حائرات فيلم 1982 11. أبو الخيل مسلسل 1981 12. ساعي البريد فيلم 1977 أم سمر بهيجه 13. فوزية مسلسل 1977 | 1. لا تقولي وداعا للأمس فيلم 1977 ام حنان 2. عشاق على الطريق 1977 3. الصحفية الحسناء فيلم 1977 4. صيد الرجال فيلم 1976 ام إبراهيم 5. اموت مرتين واحبك فيلم 1976 6. الجرة المحطمة مسرحية 7. الارملة والمليونير مسرحية 8. المحقق مسرحية 9. مهاجر برسبان مسرحية 10. المهرج مسرحية 11. امراة لا تبيع الحب فيلم |  |

## روابط خارجية
- هالة حسني على موقع قاعدة بيانات الأفلام العربية